# 日本海低気圧
日本海低気圧（にほんかいていきあつ）とは、日本海を発達しながら東あるいは北東に進んでいく低気圧のこと。日本海低気圧が日本列島（低気圧の中心は主に北海道や東北地方を通過する）を横断する際には、前半は南寄りの強風により気温が上がり、寒冷前線の通過に伴う雨・雪を挟んで、後半は北西寄りの強風により気温が下がる事が多い。日本海低気圧が発達すると、冬季は冬の嵐、晩冬から初春の時期は「春一番」をもたらすほか、5月頃は「メイストーム」と呼ばれる春の嵐になる。

## 概要
日本列島付近の低気圧をいくつかに分類したものの1種。冬から春にかけての時期は日本付近で温帯低気圧の活動が最も盛んな時期であり、この時期の低気圧は主に日本海低気圧と南岸低気圧である。このほか、日本海低気圧と南岸低気圧が同時期に発生に平行して進む二つ玉低気圧もある。
日本海低気圧の発達事例を挙げる。初期には、朝鮮半島から日本海西部にかけていずれかの地域でまず気圧の谷が生じ、これに沿って下層で気温勾配が大きい状態が生じて、低気圧と前線が発生する。次に、低気圧は日本海を東に進みながら発達する。東シナ海北部・黄海で発生して日本海を斜めに横切るように北東に進む例もある。この発達期には、低気圧の東側や南側にあたる本州付近で強い南風が吹くとともに気温が上昇し暖かくなる。低気圧が急速に発達した時は風が急に強まる。この強風が立春から春分の間初めて吹くもので、最大風速8m/sなどの条件を満たすと「春一番」となる。積雪地では雪崩の危険性が高まることが多い。
次に、低気圧の東進に伴い、低気圧の南西に伸びる寒冷前線も東に進むため、九州から東の地方へ順に寒冷前線が通過する。寒冷前線通過に伴い、さらなる強風、大雨、大雪がもたらされ、通過後は一転して気温が急降下し寒くなる。こうして日本列島を通過した低気圧は三陸沖から北海道東方沖に抜ける（三陸沖低気圧と呼ぶことがある）が、なお発達を続ける事が多く、低気圧の西側は等圧線の間隔が狭くなって北西よりの冷たい強風が吹く。冬季には大陸のシベリア高気圧の気圧が高いので、西の大陸の高気圧と東の三陸沖の低気圧で冬型の気圧配置となり、日本海側では大雪、太平洋側では空っ風が吹き晴れる事が多い。
南岸低気圧などと比較した日本海低気圧の特徴として、中層の寒気が強い事が多い点、比較的早期に発達が終わり元の低気圧中心の東側に新たな中心を形成して世代交代する事例がみられる点などが挙げられる。また、急速に発達して爆弾低気圧（猛烈低気圧）となる例もしばしば見られる。

## 日本海低気圧による災害の例
- 2001年9月の低気圧 - 9月5日から7日にかけて九州西方沖、山陰沖、日本海中部と低気圧が発達しながら進んだ。進行が遅く前線付近で大雨が続き、鹿児島県屋久島で総雨量673mm、高知県土佐清水市で同616mmなど、九州南部や四国を中心に降水量が多くなった。8人がけが、床上・床下浸水1,100棟などの被害が出た[5]。
- 2012年4月の低気圧 - 4月2日から3日にかけて低気圧が急速に発達しながら日本海を通過した。2日21時からの24時間で中心気圧は42hPa低下した。北日本から西日本にかけて暴風、沿岸は高波、前線通過に伴い局地的に大雨となった[6]。